# Poza Larga Miradores
Poza Larga Miradores är en ort i Mexiko.   Den ligger i kommunen Espinal och delstaten Veracruz, i den sydöstra delen av landet, 190 km öster om huvudstaden Mexico City. Poza Larga Miradores ligger 122 meter över havet och antalet invånare är 442.
Terrängen runt Poza Larga Miradores är platt åt nordost, men åt sydväst är den kuperad. Runt Poza Larga Miradores är det ganska tätbefolkat, med 72 invånare per kvadratkilometer. Närmaste större samhälle är Olintla, 19,4 km väster om Poza Larga Miradores. Omgivningarna runt Poza Larga Miradores är en mosaik av jordbruksmark och naturlig växtlighet.